# Vidul Local
Vidul Local este o regiune vastă și goală a spațiului, situată adiacent Grupului Local. Descoperit de Brent Tully și Rick Fisher în 1987, Vidul Local este acum cunoscut ca fiind compus din trei sectoare distincte, separate de poduri de „filamente subțiri”. Întinderea exactă a vidului este necunoscută, dar are un diametru de cel puțin 45 Mpc (150 de milioane de ani-lumină), și posibil între 150 și 300 Mpc. Vidul Local pare să aibă semnificativ mai puține galaxii decât se așteaptă din cosmologia standard.

## Localizare și dimensiuni
Vidurile sunt afectate de modul în care gravitația face ca materia din univers să se „adune”, adunând galaxiile în roiuri și lanțuri, care sunt separate de regiuni lipsite în mare parte de galaxii, dar mecanismele exacte sunt supuse dezbaterii științifice.
Astronomii au observat anterior că Calea Lactee se află într-o zonă mare și plată de galaxii numită Foaia Locală, care delimitează Vidul Local.  Vidul Local se întinde pe o distanță de aproximativ 60 megaparseci (200 milioane de ani-lumină), începând de la marginea Grupului Local. Se crede că distanța de la Pământ până la centrul Vidului Local trebuie să fie de cel puțin 23 megaparsecs (75 milioane de ani-lumină).
Dimensiunea Vidului Local a fost calculată datorită unei galaxii pitice izolate, cunoscută sub numele de ESO 461-36, situată în interiorul acestuia. Cu cât vidul este mai mare și mai gol, cu atât gravitația sa este mai slabă și cu atât mai repede ar trebui ca pitica să fugă din vid spre concentrațiile de materie, însă discrepanțele lasă loc pentru teorii concurente. Energia întunecată a fost sugerată ca o explicație alternativă pentru expulzarea rapidă a galaxiei pitice.
Un model anterior „Hubble Bubble”, bazat pe vitezele măsurate ale supernovelor de tip 1a, propunea un vid relativ centrat pe Calea Lactee. Cu toate acestea, o analiză recentă a acestor date a sugerat că praful interstelar a dus la măsurători înșelătoare.